# Rasuł Katinowasow
Rasuł Abdusałamowicz Katinowasow (ros. Расул Абдусаламович Катиновасов; ur. 22 kwietnia 1969) – rosyjski i od 1998 roku uzbecki zapaśnik walczący w stylu wolnym. Czterokrotny uczestnik mistrzostw świata; czwarty w 1991. Zdobył brązowy medal mistrzostw Europy w 1995. Srebro na igrzyskach azjatyckich w 1998. Złoty medal na mistrzostwach Azji w 2000. Drugi w Pucharze Świata w 1994 i 1995; czwarty w 2001 roku.